# Amber Marshall
Pour les articles homonymes, voir Marshall.
Amber Marshall, née le 2 juin 1988 à London en Ontario, Canada, est une actrice canadienne.

## Biographie
Amber est la fille de Wenda Marshall et de David Marshall. Elle a été élevée à London, en Ontario. Elle commence le théâtre à 8 ans. C'est une ancienne assistante vétérinaire, aimant beaucoup les animaux. Aussi loin qu'elle se souvienne, elle a toujours vécu au milieu des chevaux, et a commencé à monter très jeune.
Comme dans la série Heartland, Amber possède un ranch dans la banlieue de Calgary, dans lequel se trouvent ses nombreux animaux, chevaux, chiens, chats, lapins, cochons, poulets, dindes, bœufs, et même un paon.
Elle a également lancé son propre magazine (Amber Marshall Life & Style) ainsi que sa propre ligne de bijoux (Amber Marshall Jewellery Collection).

### Carrière
Après plusieurs petits rôles, notamment des apparitions dans les séries télévisées Doc et Monk, elle tient en 2005 un rôle régulier dans The Power Strikers.
Depuis 2007, elle tient le rôle principal d'Amy Fleming dans la série télévisée canadienne Heartland créée d'après la série de romans de Lauren Brooke, diffusée depuis le 14 octobre 2007 sur le réseau CBC aux côtés de Graham Wardle, Michelle Morgan, Shaun Johnston, Alisha Newton, Chris Potter, Gabriel Hogan et Nathaniel Arcand.
En 2014, elle a joué dans le film Independence Wars (en) (Mutant World) de David Winning aux côtés de Holly Deveaux (en), Ashanti et Kim Coates.
En 2020, elle joue dans le téléfilm Jamais sans toi (Love in Harmony Valley) aux côtés d'Eric Hicks.

### Vie privée
Elle a épousé Shawn Turner, un photographe, le 27 juillet 2013 après s'être fiancés au printemps 2012. Depuis 2016, elle vit dans un ranch agricole à l'extérieur de Calgary, en Alberta, avec son mari Shawn et leurs animaux.

## Filmographie

### Cinéma
- 2004 : Resident Evil: Apocalypse : Une fille
- 2011 : Travel Plans (Court-métrage) : Une fille
- 2014 : Independence Wars (en) (Mutant World) de David Winning : Nicole

### Télévision
- 2001 : Super Rupert (série télévisée) : Ally
- 2001 : Destins croisés (Daddy's Girl) (série télévisée) : Renetta Moore
- 2002 : Doc (série télévisée)
- 2002 : Monk (série télévisée) : La deuxième fille
- 2002 : Les Souliers de Noël (The Christmas Shoes) (série télévisée) : Lily Layton
- 2003 : Un étrange enlèvement (The Elizabeth Smart Story) (Téléfilm) : Elizabeth Smart
- 2004 : Dark Oracle (série télévisée) : Rebecca
- 2005 : The Power Strikers (série télévisée) : Tracey Battle
- depuis 2007 : Heartland (série télévisée) : Amy Fleming (rôle principal - 248 épisodes) (VF Isabelle Volpé)
- 2010 : Le Noël d'Heartland (Téléfilm) : Amy Fleming (VF Isabelle Volpé)
- 2019 : Hudson (web-série) : Amy Fleming
- 2020 : Jamais sans toi (Love in Harmony Valley) de Justin G. Dyck (Téléfilm) : Emma
- 2023 : Max, le chien de Noël (My Christmas guide) de Max McGuire (Téléfilm romanesque) : Peyton